# Северин Франић
Северин М. Франић (Мурска Собота, 28. јануар 1952 — Београд, 8. април 2014) био је српски и југословенски филмолог, критичар, уредник, издавач, телевизијски аутор и књижевник.
Између осталог, оснивач је и уредник најважнијег и најдуговечнијег филмолошког часописа у Срба, YU филм данас.

## Биографија
Основну и Средњу школу завршио је у Сарајеву, где је започео студије, прво на Катедри за Општу књижевност и филозофију, а годину дана касније и на Катедри за Општу књижевност, театрологију и библиотекарство. Након шеснаест година (1960-1976) боравка у граду на Миљацки, крајем 1976. године прелази у Београд, где је живео и радио до средине 2011. године, када се пресељава у Ниш.
Још за време студија, у Сарајеву, 1972, као филмски и позоришни критичар почео је да сарађује у књижевним и филмским часописима и ревијама да би, преласком у Београд, проширио сарадњу и на београдске часописе и ревије, пишући једно време и за III програм Радио-Београда, од којих су најзначајнији: Наши дани, Лица, Живот, Израз, Одјек, Синеаст, Младост, Идеје, Омладинске новине, Филмограф, Филмска култура, Рад, Књижевност, Савременик, Политика свет, Дуга, Филаж...
Покренуо је 1988. године часопис за питања југословенске кинематографије и филма, YU филм данас', чији је главни и одговорни уредник и сада. У непрекинутом континуитету до 2013. је објављено 105 бројева, као и један ванредни, укупног обима преко 24.000 штампаних страница.
Од августа 1993 до децембра 1997. године, Франић је радио као Уредник филмског и играног (серијског) програма Српске радио-телевизије у Републици Српској.
Аутор је преко сто емисија у оквиру циклуса Југословенска филмска комедија, Време игре, који је, под уредништвом Трифу Доруа, у периоду од 1996-1998. године емитована на Каналу „Плус“ ТВ Нови Сад.
Почетком фебруара 2014. године, након 26,5 година колико излази YU филм данас, покренуо је интернет-издање не само часописа коме је и даље на челу, него и YU филму данас сродних публикација; реч је о нишком филмском часопису Филаж те Програму Музеја југословенске кинотеке из Београда, остварујући једну од оних идеја која је временом сазревала да би управо данас била и реализована.

### Ауторске књиге
- Њих сам читао (хрестоматија) 1989,
- Душогупка (поезија) 1993,
- Магијски вртлог светлости и сенке/Југословенска филмска мисао 1925-1995 (антологија) 1996,
- Разговори (поезија) 1997,
- Наоко узгред (разговори и фељтони) 2000,
- Свођење рачуна/Југословенска филмска мисао 1896-1996 (антологија) 2002,
- Коначна верзија (поезија) 2002,
- Оверавање (филмски дневник), 2003,
- Натраг у снове (снови), 2003,
- Између пса и вука (дневник), 2003,
- Provincia deserta (филмски записи) 2006,
- Пенелопин шал (поезија) 2007,
- Трчање у месту (дневничка проза), 2007,
- Тек када одрасту, дечаци схвате да су узалуд плакали (монографија посвећена двадесетогодишњици часописа YU филм данас 1988-2008), 2008,
- На крају једног, можда нови почетак (текстови), 2012.

### Као приређивач
- Алекса Шантић, На мртвој стражи (изабрани стихови), 2003,
- Завештање: Знаменити Срби о... (одабрани цитати), 2003,
- Велимир Стојановић, Осуђени на слободу (књига филмских и ТВ критика), 2003,
- Огледало/Југословенски филмски сценарио 1988-2003 (хрестоматија), 2004)
- Поглед са тврђаве (Нишки филмски критичарски круг), 2009,
- Азбучник Александра Петровића, 2011,
- Душан Стојановић, Магија филма, 2011,
- Никола Стојановић, Целулоидни свемир, 2012 (делимично приређивање)